# Prinzipskizze
Prinzipskizzen sind einfache grafische Darstellungen zur Veranschaulichung von Sachverhalten und deren Ausprägungen. Sie werden eingesetzt um Design, Funktion, Logik, Zusammenhänge, Wirkung und dergleichen von bereits existierenden oder geplanten Gegenständen oder Betrachtungen sichtbar und verständlich zu machen.

## Berufsgruppen
Beliebt sind Prinzipskizzen bei Designern, Ingenieuren, Architekten, Ärzten, Wissenschaftlern, Künstlern zunehmend aber auch bei Managern.

## Erstellung und Ausführung
Man kann unterscheiden zwischen freihändig gezeichneten Skizzen, digital am Computer frei erstellten oder mithilfe eines bestimmten Metamodells zusammengestellte – also wieder nach einem bestimmten Prinzip erstellte Skizzen. Der Name und die Bedeutung kommen aber vom Prinzip des Dargestellten, also eine gewisse Vereinfachung und Reduktion auf wesentliche Merkmale.

## Abgrenzung
Der Versuch einer Abgrenzung zu anderen grafischen Darstellungen zeigt auf der einen Seite, dass Technische Zeichnungen und Diagramme wesentlich detailreicher und exakter sind als Prinzipskizzen, da diese als Vorlage für bestimmte Arbeitsschritte und Berechnungen eingesetzt werden, also bereits ein fertiges Ergebnis darstellen. Auf der anderen Seite gibt es grafische Darstellungen, die das Kriterium der Darstellung eines Prinzips nicht erfüllen, also nicht systematisch einen bestimmten Sachverhalt darstellen, da sie keine Sache konkret darstellen oder in Beziehung zu anderen Sachen setzen. Diese Abgrenzung ist sicherlich fließend.

## Digitale Variante
Interessant ist die Variante der Prinzipskizze in digitaler Form mithilfe eines bestimmten Metamodells wegen ihrer einfachen Erstellung durch Wiederverwendung von bereits vorhandenen Begrifflichkeiten und Darstellungen und der damit verbundenen Möglichkeit einer Vernetzung mit anderen Prinzipskizzen, auf denen diese Teile ebenfalls verwendet werden bzw. auch die gesamte Prinzipskizze als Teil eingebettet oder referenziert werden kann.
Dadurch entsteht ein ähnlicher Mechanismus wie in einem – hier grafischen – Wiki oder dem Web als solches mit seiner Markup Language und den Links.
Jede Prinzipskizze mit gleichen Inhalten oder Teilmengen von Inhalten kann in Zusammenhang mit allen anderen Prinzipskizzen auch als Betrachtungsebene für die dahinterliegende Begriffswelt angesehen werden. Wobei die Ausprägung – also die grafische Darstellung in jeder Betrachtungsebene – unterschiedliche sein kann, je nach dargestelltem Prinzip [Lage, Ansicht, Funktion, Zeitachse etc.]

## Weiterführende Vergleiche und Möglichkeiten
Durch die Katalogisierung von Begriffsklassen für entsprechende Metamodelle entsteht eine Ontologie entsprechende einem Klassenmodell mittels einer Programmiersprache oder dem Sprachschatz einer Firmenkultur.
Die Anwendung und Konkretisierung dieser Metamodelle entspricht einer Instanziierung des Klassenmodells, also das Befüllen von Variablen mit Daten.
Werden die Daten der Prinzipskizzen als XML-Darstellung repräsentiert, ist das Vergleichbar mit einem Semantic Web. Als Visualisierung ist daher auch der XML-basierende Grafikstandard SVG naheliegend.
Um so einen grafischen Sprachschatz lokal in einer Organisation, einem Unternehmen oder einem Projekt einzusetzen, kommen auch objektorientierte und objektrelationale Datenbanken zum Einsatz.

## Wirtschaftliche Bedeutung
Volkswirtschaftlich gesehen besteht die Chance Kommunikationswege abzukürzen, indem Informationen über komplexe Zusammenhänge systematisch, übersichtlich und nachhaltig geordnet und fortschreibbar aufbereitet und zur Verfügung gestellt werden können.
Der Einsatz als internes und externes Beratungswerkzeug wird durch Visualisierung und Adaptierung der Metaebene ermöglicht. Damit kann gesteuert werden, welche Darstellungs- und damit auch welche Kommunikationsmodelle zweckmäßig zur Behandlung von bestimmten Sachverhalten sind und in welchen Prozessen diese sinnvollerweise eingesetzt werden können und sollen.
Anhand der geplanten Verknüpfungen im Metamodell kann im Vergleich mit den tatsächlich verwendeten Verknüpfungen der Kommunikationspfad innerhalb einer Organisation optimiert werden, ähnlich den Trampelpfaden in der Wildnis – je breiter ausgetrampelt (je mehr Daten), umso wichtiger.